# 濟南中山公園

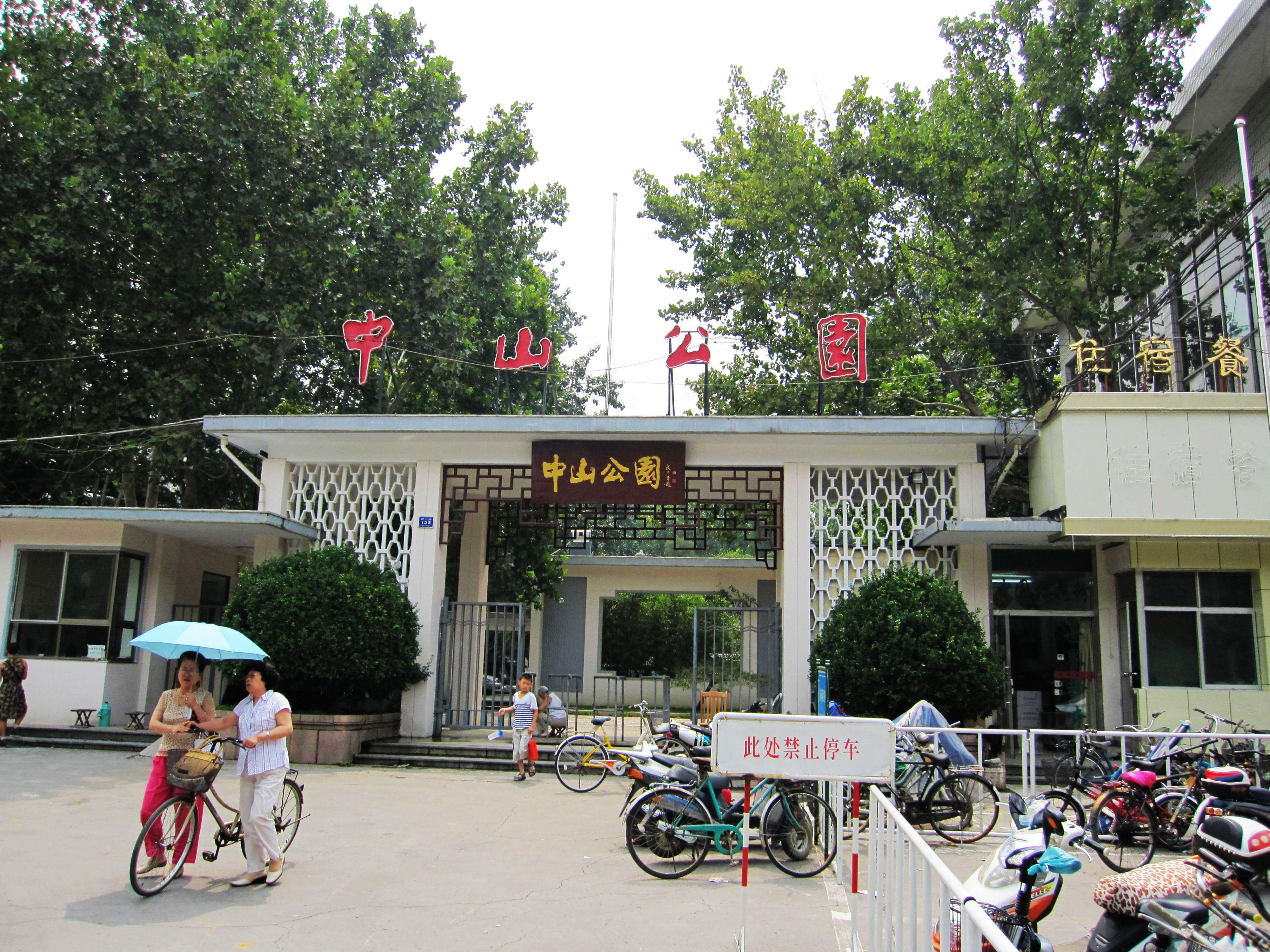
中山公园北大门

濟南中山公園是山東省濟南市其中一個最早建園的現代公園。位置坐落於該市的經三路和緯五路交界。佔地46.5畝，约31000平方米。建園於清末光緒30年，即1904年。现园内共分三大游览区，分别为中心游览区、东部花卉盆景区和西部儿童游乐区。

## 歷史沿革
在清朝晚期，西方列強強迫滿清門戶開放，當時的山東巡撫周馥會同北洋大臣直隸總督袁世凱奏准清廷，於山東濟南、周村和濰縣開設商埠。其中在濟南商埠規劃中，確定經三路與經四路、緯四路和小緯六路之間約8公頃的範圍內建立公園，並將之稱為商埠公園。
民國時期，「商埠公園」是當時社會人士和中共山東早期黨組織從事革命活動的主要場地。主要示威集會事件包括：
- 民國9年（1920年）10月20日由王尽美組織發起的「勵新學會」成立大會在公園的四照亭召開，作為山東共產黨的建設根基。
- 民國13年（1924年）9月8日召集各工會等十三個團體在公園舉行反帝大同盟萬人大會，揭示列強帝國主義侵佔中國利益的惡行。並要求廢除對中國行使的不平等條約。
- 民國14年（1925年）5月30日上海發生五卅慘案，5、6月期間不同團體在公園聲援集會，和舉行追悼大會，有多達20萬人次在此悼念五卅慘案的死難者。

民國14年（1925年）3月12日孫中山先生逝世，同年4月4日在公園召開追悼大會，大會籌委會及國民黨員護送孫中山遺像至公園安放，各公共、工商機構，甚至學園界贈送的挽聯掛滿公園。會上還散發了讚揚孫中山先生事蹟的宣傳品10萬餘份，為紀念這位偉大的革命家，商埠公園亦改名為中山公園。
1938年濟南被日本軍國主義者佔領，日軍在中山公園內建電台、神社和很多軍事設施，使公園面積銳減，景色凋零。直至1948年9月濟南被中共佔領，公園成為共產黨的文化宣傳陣地，改稱為人民公園。經過多年重新規劃建設，該公園在1986年11月12日孫中山先生誕辰120周年之際再復原名。

## 園內建設

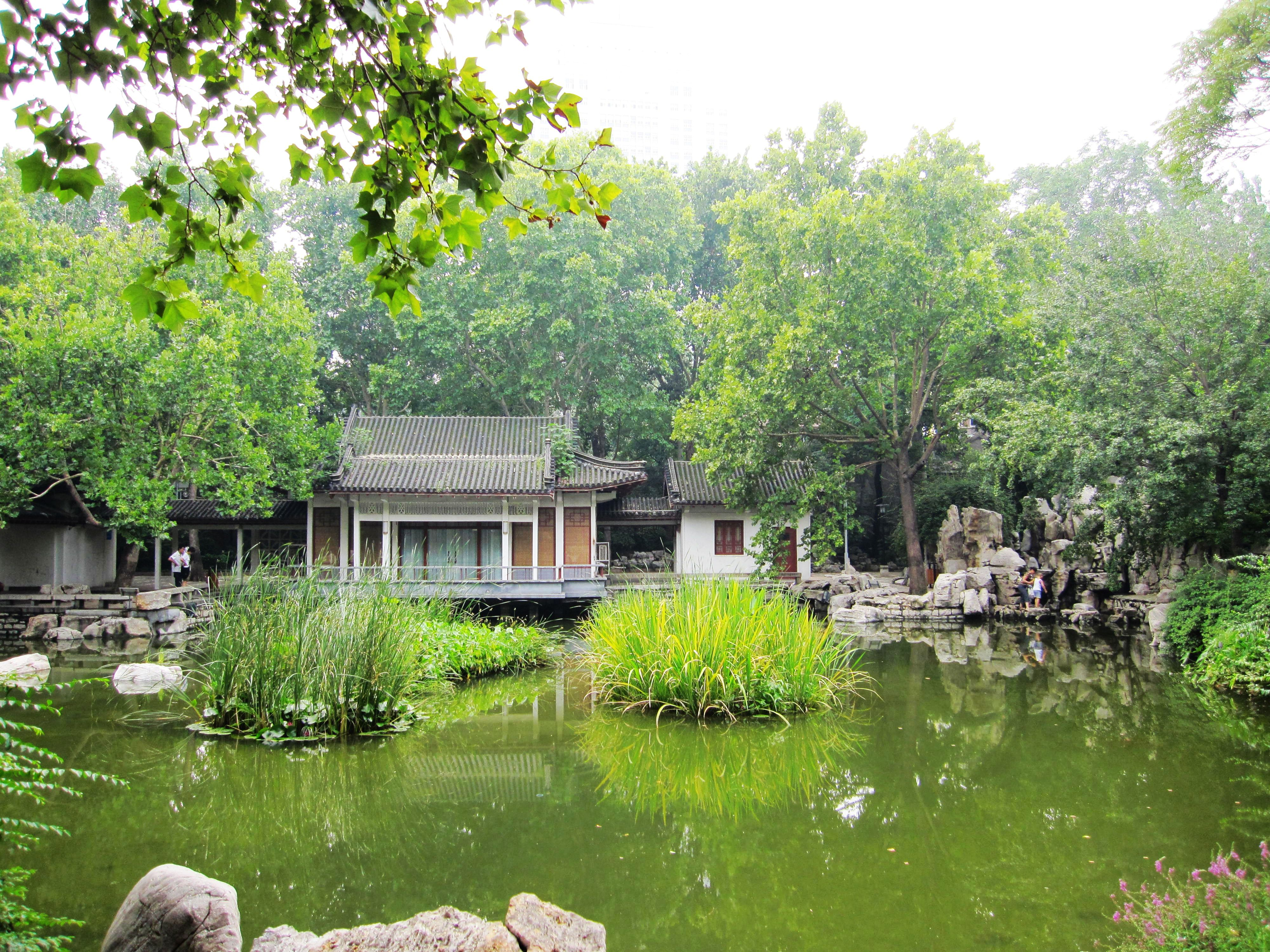
中山公园西侧池塘

濟南中山公園經歷百年翻天覆地的歷史，在建造方面亦在不同時代不同需要而呈現不同風格。
在初期建設「商埠公園」時，多以園林景色為設計本位，園內植花種樹、建亭蓄池，還建造假山、彎曲小山徑。在園內放置動物籠和精心製作的花圃，有賞心悅目的動植物供遊人欣賞。公園北門內建有六角形水池，池中矗立一塊高石，內置石雕石蛙，蛙口噴水。水池南部有著名的「四照亭」。西部的假山群稱為「雲洞嶺」，嶺上建有「登嘯亭」。嶺北有石刻，題為「峰回路轉」。至於在嶺的東邊有一個月牙形的荷花池，池上亦設「船亭」，與董鳳閣南北對峙，園林景緻優美。
及至日本佔領濟南後，公園遭大肆破壞。中華人民共和國成立後，政府對公園進行建設，為公園加建了市圖書館、閱覽室、滑冰場，亦改建了電影院，為中華人民共和國成立後的濟南市民提供遊覽、娛樂和思想教育的地方。
中國改革開放後，該公園再進行改造，以中國傳統園林為題，使公園再度呈現古樸典雅而花木茂盛之綠化園境。2000年以后，政府于公园内设立文化夜市，同时免票入园。现园内有转马、碰碰车等游乐设施。